# IMovie
iMovie（アイムービー）とは、Appleの「iLife」に含まれるビデオ編集ソフトである。2005年1月、バージョン5となるiMovie HDにて、コンシューマ向けソフトとしては初めてHDVフォーマットに対応した。2010年からiOS版も配布されている。
画像ファイル、映像ファイル、オーディオファイルを用い作った映像を、様々なファイル形式で出力する事が出来る。FireWireやUSB経由で接続されたデジタルビデオカメラから映像を取り込む事も出来る。

## 主な特徴・機能
- 「クロスディゾルブ」等の場面転換、「ミラー」、「早回し/スロー/逆転」等の様々なエフェクトが用意されている。
- HEVC、avi、MPEG-4等の映像ファイル形式で書き出す事も出来る。

### 過去のバージョン
- iDVDとの連動により、簡単な操作でDVDを作る事が出来る。（iMovie HD 6.0.4まで）
- Facebookへ直接アップロード対応。（10.1.10まで）
- YouTubeへ直接アップロード対応。

## バージョン履歴と新機能

### iMovie 1.0
1999年10月5日
- Mac OS 9、iMac DVと同時に、Apple製デジタルビデオ編集ソフト「iMovie」発表[6]。
- ドラッグ&ドロップで動画シーンの入れ替えやカットを容易に行うことが可能
- 編集したビデオはQuickTime形式で保存することが出来る

### iMovie 2.0
2000年7月19日
- Mac OS Xと同様のAquaインタフェースを採用
- 編集作業をその場でプレビューできる直感的なインタフェース
- 特殊効果パネルの追加
- オーディオ編集機能の強化
- 字幕タイトルや場面転換、特殊効果コントロール機能の強化

### iMovie 3.0
2003年1月8日
- 静止画像にリアルな動きを加える"Ken Burns effect"
- 強力な音響編集ツールと最新の音響効果ツール
- DVD用チャプター・マーカーを付ける機能

### iMovie 4.0
2004年1月6日
- 直接編集が可能なタイムラインの追加
- iSightからの取り込み機能
- .Macでの共有機能

### iMovie HD 5.0
2005年1月11日
- iMovie HDに名称変更[10]
- 新世代HDVカメラで撮影したHigh Definition Videoの取り込み・編集機能
- 簡単なステップで動画を作成できるMagic iMovie機能
- ビデオのインポート機能強化

### iMovie HD 6.0
2006年1月10日
- 自作ムービーをハリウッド映画のようにするモーションテーマの追加
- 柔軟なタイトル表示機能
- 新しいオーディオ補正ツールとサウンドエフェクト
- ビデオPodcast作成時の、iWebとの連携

### iMovie '08 (v7.0)
2007年8月7日
- アイコンデザインやユーザインタフェースの大幅な変更
- iPhotoやiTunesの感覚で動画を管理できるライブラリ機能
- 音の自由な編集ができなくなり、タイトル、特殊効果共に大幅に機能低下。
- iDVDへは直接書き出しする事ができなくなった。
- 簡易なプレビュー機能
- ナレーション等の簡易な録音機能、ただし編集不可。
- AVCHD規格への対応
- PowerPC G4と、初期のPowerPC G5が最低システム条件から除外される。この為このCPUを搭載する機種にはiMovie '08はインストールされない。その代わり、これらの機種を使用しつつ、尚且つiLife '06を購入しておらず、本体にバンドルされていた同ソフトウェアのバージョンがiLife '06以前だったユーザーへの救済措置として、iLife '08を購入すれば、旧バージョンであるiMovie HD 6.0.4を無料でダウンロードしてインストールする事ができる様になっているしかし同時期に発売された新型macでは、このバージョンのiMovieは使用不可。

### iMovie '09 (v8.0)
2009年1月6日
- ビデオクリップや音声の始点・終点が指定できる詳細編集
- カットアウェイ、スクリーンインピクチャ、グリーンスクリーンエフェクトなどエフェクトや編集機能の強化
- タイトル、トランジション、エフェクトの追加
- テーマ設定とトランジションの自動追加機能
- 地図アニメーション
- 手ブレ補正
- ライブラリブラウザ
- このバージョンからMac OS X v10.5.6以降の対応となる。Intelモデルが最低システム条件。
- 8.0.5からiFrameフォーマット対応[14]

### iMovie '11 (v9.0)
2010年10月21日
Mac OS X v10.7の新機能一部公開やMacBook Pro、FaceTime for Macの発表を行ったイベント「Back to the Mac」にて、「iMovie '11」が同時に発表された。あらゆる新機能を含んでいるほか、オーディオ編集なども新しくなる。
- 予告編の作成
  - 映画などにある予告編を自分のムービーにも作成することができる機能。予告編のテンプレートは15種類ある。ジャンルはアドベンチャー、ドラマ、ロマンティックコメディなどがある。
- オーディオ編集の刷新
  - サウンドエフェクトの編集がさらに簡単なものになる。iMovie for iPad 2でも、同様の機能が搭載される。
- ワンステップエフェクト
  - 音楽とぴったり合うジャンプカットやフリップエフェクト、ビデオクリップのカラーが白黒、セピアなどに移り変わっていく効果も選ぶことが可能なほか、エフェクトをかけたいビデオクリップから、12種類以上そろったエフェクトの中から好きなものをクリックして選ぶことが可能。
- 人物検出機能
  - ビデオに映し出されている人物を特定し、それぞれのシーンに何人うつっているのかを判定することが可能になり、広角のショットも自動で判別するので、欲しいビデオクリップを抜き出すのも簡単となる。iPhotoなどに搭載されている機能の動画版。
- スポーツやニュースのテーマ
  - スポーツやニュースのようなテーマに編集することができる。
- ビデオをアップデート
  - 編集したビデオをパソコンにアップロードしたり、Facebookで共有したり、YouTubeといった動画投稿サイトにムービーを投稿することが可能。

### iMovie 10.0
2013年10月22日
UI, 機能ともに刷新。OS X Mavericks以降対応。
10.0.3 - 2014年4月10日
- タイムラインでトランジションをダブルクリックして継続時間を調整
- イベントのクリップをクロップおよび回転
- 調整バーを使って速度エフェクトを追加
- 複数の問題の修正

10.0.4 - 2014年7月1日
- 突然終了する問題の修正

10.0.5 - 2014年8月21日
- iMovie Theater 向けの iCloud 互換性の改善

10.0.6 - 2014年10月16日
- OS X Yosemiteに合わせて外観をアップデート
- H.264, ProRes, オーディオのみ、書き出しに対応
- 任意のビデオフレームをイメージとして共有
- インドネシア語、マレー語、ベトナム語をサポート
- 信頼性とパフォーマンス向上

10.0.7 - 2015年3月9日
- XAVC-Sフォーマットのサポート

- 安定性と互換性の問題修正

#### iMovie 10.1
2015年10月13日
- UIの改善
- 4K対応など
- OS X Yosemite以降対応。

10.1.10 - 2018年11月7日
- ビデオファイルを直接Facebookに共有するオプションを削除

10.1.11 - 2019年3月21日
- Mojave以降のmacOSと非互換の可能性のメディアファイルを検出し、互換フォーマットに変換

- •YouTubeにビデオを共有するときの信頼性向上

10.1.12 - 2019年6月11日
- iMovie Theaterでの共有機能削除
- iOS用iMovieのプロジェクトを読み込むときの互換性改善

10.1.13 - 2019年10月7日
- 互換性と安定性向上

10.1.14 - 2019年12月10日
- 複数の問題修正
- 安定性向上

10.1.15 - 2020年8月25日
- コミック、コミックモノ、コミックビンテージ、コミックセピア、インク、フィルタ追加

10.1.16 - 2020年9月24日
- HDや4Kの一部プロジェクトを共有できない問題修正
- メディアを読み込むときの安定性が向上

#### iMovie 10.2
2020年11月12日
- Appleシリコン搭載Mac対応
- macOS Catalina 10.15.6以降対応
- HDR対応[15]

10.2.1 - 2020年11月13日
- Appleシリコン搭載Macでのパフォーマンスと効率向上

10.2.2 - 2020年12月14日
- YouTube, Facebookにアップロードするファイルを作成の共有オプション追加
- 安定性向上

10.2.3 - 2021年3月4日
- iOS用iMovieからプロジェクトを読み込むときに発生する可能性がある複数の問題修正

10.2.4 - 2021年6月17日
- iOS用iMovie 2.3で作成されたプロジェクトの読み込み
- 16の新しいカラーが調整可能な単色およびテクスチャ背景
- 安定性向上

10.2.5 - 2021年7月8日
- macOSの特定の“言語と地域”環境設定で書き出すときの安定性向上

#### iMovie 10.3
2021年10月18日
- シネマティックモード対応（macOS Monterey以降）

##### 10.3.1
2021年11月15日

##### 10.3.2
2022年4月12日
- iOS/iPadOS向けiMovie 3.0のマジックムービーとストーリーボード対応

##### 10.3.3
2022年5月23日
- ドラッグ&ドロップでトランジションを置き換えるときの信頼性向上

##### 10.3.4
2022年8月9日
- 再生中または書き出し中にビデオフレームの順序が正しくなくなることがある問題修正

##### 10.3.5
2022年10月24日
- iOSおよびiPadOS用iMovieからマジックムービーとストーリーボードのプロジェクトを読み込み対応
- 安定性とパフォーマンスの改善

##### 10.3.6
2023年5月23日
- 安定性とパフォーマンスの改善

##### 10.3.7
2023年7月18日
- 安定性とパフォーマンスの改善

##### 10.3.8
2023年8月1日
- ビューアでビデオが固まることがある問題修正

##### 10.3.9
2023年9月19日
- 安定性とパフォーマンスの改善

##### 10.3.10
2023年10月5日
- 一部のタイトルとトランジションで間違ったアニメーションが表示される問題修正

#### iMovie 10.4
2023年11月30日
- macOS Sonoma以降で、Apple M1 Max、M1 Ultra、M2 Max、M2 Ultra、M3 Maxを搭載したMacでは、同時に処理によりHEVCファイルとH.264ファイルの高速なエンコード処理ができる
- macOS Ventura 13.5以降対応

##### 10.4.1
2024年6月20日
- 安定性とパフォーマンスの改善

##### 10.4.2
2024年8月13日
- バグ修正

##### 10.4.3
2024年11月13日
- 安定性とパフォーマンスの改善
- macOS Sonoma 14.6以降対応

### iOS/iPadOSデバイス向け
Appleは、iOSデバイス向けiMovieを提供している。当初はiPhone 4のみであったが、HD動画撮影が可能となった第4世代のiPod touchとiPad 2にも1.2で対応するようになった。
macOS向けとはインタフェースが異なるが、基本的に機能は同じ。保存されているビデオクリップをタップで新しい映像に付け加えたり、長さを調節したりなど、直感的に、自然にムービーを作ることができるようになっている。また、iMovieにいくつかのテーマが用意されているため、雰囲気を加えることができる。もちろん、音楽を追加することも可能。そのほか、多数の機能が搭載されていて、簡単にビデオを作ることができる。完成したビデオをウェブやEメール、YouTubeなどにアップロードすることができる。また、アップデートを重ねていくにつれ、macOS版のiMovieと同様な機能も搭載されるようになった。
iPad 2と同時に公開されたiMovie for iPhone 1.2には、今まで以上の新機能が追加され、さらにMac版のiMovieに近くなり、より便利なものになる。また、最初に起動される画面のエフェクトが新しくなり、何もムービーが作られていない場合、"Coming soon" と表示される。また、編集画面も刷新され、より便利になった。iPad 2、iPhone 4、iPod touch（第4世代）で使えるユニバーサルアプリケーションになった。
当初の価格は600円であったが、2017年4月19日から無料化された。App Storeでアプリを入手することができる。
バージョン
1.0（2010年6月24日）
- iMovie for iPhoneの初代バージョン。
- iPhone 4対応。

1.1（2010年9月9日）
- 以下の新機能が追加された。
- 第4世代iPod touchに対応。
- ビデオクリップを分割できるようになった。
- ミュージックトラックよりもビデオのほうが長い場合に、音楽が自動的にループ再生にするようになった。
- ビデオブラウザでクリップして、ビデオをプレビューすることができるようになった。
- 使い方に関するヒントのページを用意。
- アップデートされたフォトブラウザで、最新の写真が最上部に表示可能となった。
- ミュートバッジ機能で、オーディオが無効になっているビデオクリップが一目でわかるようになった。
- パフォーマンスと信頼性の同上。

1.2（2011年3月3日）
- マルチタッチ詳細機能を追加（iPad 2のみ）。
- テーマに合わせた8つのサウンドトラックと、50以上のハンドルされたサウンドエフェクトが使えるマルチトラックオーディオ編集機能を追加。
- タイムラインにオーディオを直接録音できる機能を追加。
- オーディオ波形表示を追加（iPad 2のみ）。
- 「ネオン」「シンプル」「CNN iReport」の3つの新しいテーマを追加。
- YouTube、Facebook、Vimeo、CNN iReportにHDビデオを直接公開できるようになった。
- AirPlayを使ってApple TVにストリーミングできるようになった（Apple TV 第2世代が必要、iOS 4.3以降）。
- iTunesを経由して、コンピューターや互換性のあるiOSデバイスにプロジェクトを転送できるようになる。
- 写真タイトルを追加できる機能を追加。
- 黒バックからのフェードイン、黒バックへのフェードアウトを加えられるオプションを追加。
- 「ビデオブラウザ」でのトリミング、使用中のマーカー、ビデオの回転など、多彩な編集ツールを追加。

1.3（2012年3月7日）
- 魅力的なグラフィックスとワールドクラスのサウンドトラックを使った、美しい予告編を作ることが可能。（iPhone 4以降およびiPad 2以降）
- 再生ヘッドを上にスワイプすることによって、ビデオ中のフレームをフリーズさせることが可能。
- オーディオブラウザで音楽とサウンドエフェクトをプレビュー可能。
- GarageBandで作った曲を、iMovieに直接送信可能。

2.0（2013年10月23日）
- UIの刷新
- スローモーション対応
- 共有機能の改善

2.1（2014年9月18日）
- iOS 8対応
- 可変速編集対応
- iCloud Driveへの保存対応

2.2（2015年9月17日）
- 感圧タッチ対応
- 4K解像度（3840 x 2160）対応
- 60fpsの1080p対応

2.2.1（2015年10月23日）
- 機能改善

2.2.2（2016年4月21日）
- 機能改善

2.2.5（2018年4月13日）
- iPhone XのSuper Retinaディスプレイ対応
- Metal対応
- iOS 11.2以降対応

2.2.6（2018年11月7日）
- 外部ディスプレイ対応

2.2.7（2019年6月11日）
2.2.8（2019年9月24日）
2.2.9（2020年3月31日）
2.2.10（2020年8月25日）
- コミック、コミック-モノ、インクの3つの新フィルタにより、手書き風対応
- アクション、チル、センチメンタル等のジャンルの25種類の新しいサウンドトラック、自動調整
- タイムラインで写真の複製後にビューアをアップデートできない問題に対処
- 予告編の編集中にやり直す操作の信頼性向上
- iOS 13.4以降対応

2.3（2020年10月22日）
- タイトルに関する機能追加
- ムービーに単色、グラデーション、パターンの背景を追加
- カラーピッカーを使用し背景の色をカスタマイズ可能
- スライダをドラッグして、写真やビデオに適用したフィルタの強度を変更可能
- 60フレーム/秒の4Kビデオを読み込みおよび共有が可能
- ハイダイナミックレンジ（HDR）ビデオを写真ライブラリから表示、編集、共有が可能
- 共有シートの上部にある新しいオプションボタンをタップして、プロジェクトやビデオファイルの共有や解像度、フレームレート、HDRなどのプロパティを選択したりすることが可能

2.3.1（2020年11月16日）
- 機能改善

2.3.2（2020年12月14日）
- 機能改善

3.0（2022年4月12日）
- マジックムービーとストーリーボード機能[17]

3.0.1（2022年10月24日）
- 機能改善

3.0.2（2023年9月28日）
- 機能強化とバグ修正
- iMovieのプロジェクトをiPad用Final Cut Proで編集・活用できる
- iPhone 15 Pro/Pro Maxで撮影されたLogエンコードビデオ

3.0.3（2024年4月30日）
- 安定性とパフォーマンスの改善